# Sean McIntosh
Sean McIntosh né le 21 mai 1985 à Maple Ridge, est un pilote automobile canadien. 

## Carrière automobile
- 2002 : Formule Ford 2000 USA, 5e
  - Fran-Am 2000 Pro Series, 4e
- 2003 : Fran-Am 2000 Pro Series, 11e
  - Formule Renault Britannique Hivernale, 11e
- 2004 : Formule Renault Britannique, 6e
- 2005 : Formule Renault Britannique, 2e
  - A1 Grand Prix, 11e (1 victoire)
- 2006 : World Series by Renault, 6e
  - A1 Grand Prix, 11e